# Joost De Mol
Guillaume Joseph Marie (Joost) De Mol (Brussel, 28 december 1851– Ukkel, 12 mei 1912) was een Belgisch organist.

## Achtergrond
Hij werd geboren in het gezin van musicus Jean Remi De Mol en Jeanne van Daele. Zijn oom is musicus Pierre De Mol, broer François Xavier Marie De Mol en halfbroers Willem De Mol en François Xavier Marie De Mol gingen ook de muziek in. Hij huwde Marie Henriette Cornelie Palmers.

## Muziek
Hij kreeg net als zijn (half)broers zijn muziekopleiding aan het Koninklijk Conservatorium Brussel en blonk uit in harmonieleer. Hij werd vervolgens organist in de Begijnenkerk en dirigent van de Koninklijke Vlaamse Schouwburg. Hij was toen voorts muziekleraar (professeur de musique). Hij trok naar zijn broer in Marseille, was daar enige tijd ook organist van de Église Saint-Charles de Marseille, maar keerde terug naar België.
Van zijn hand kwamen enkele religieuze werken (Messe solenelle), liederen, kindertoneelstukken (Het brood en Kinderoorlog), alsmede enkele pedagogische boeken.